# 鱼包

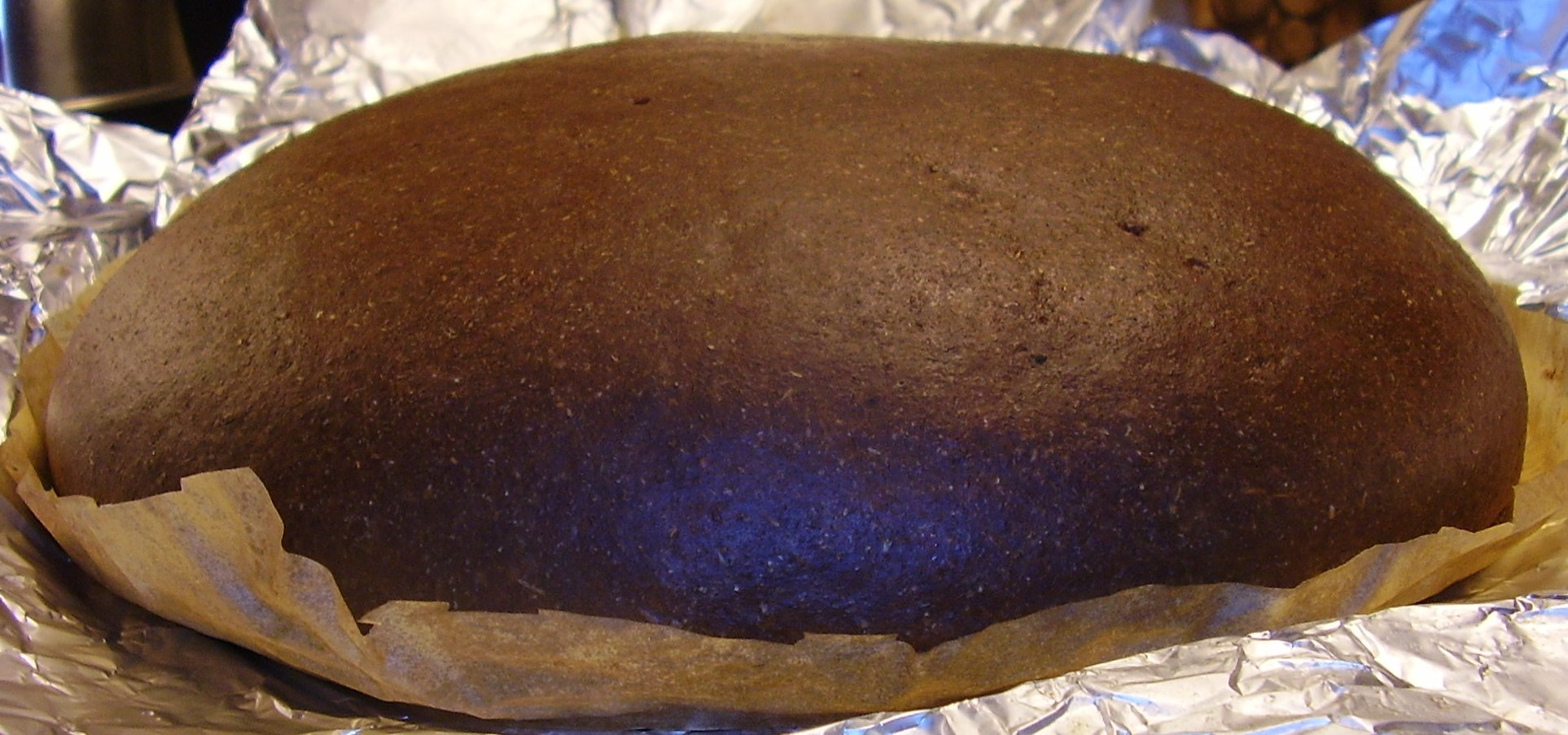
烤熟后的鱼包

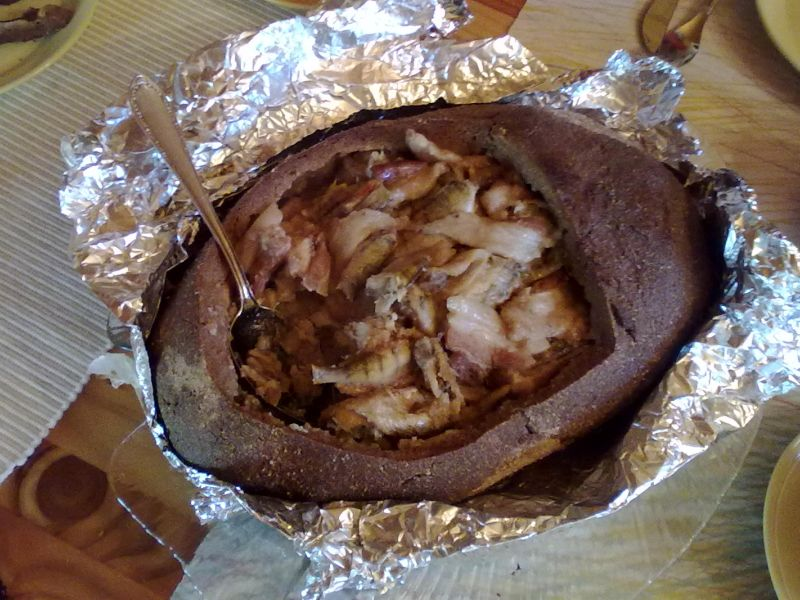
打开后的鱼包

鱼包（芬蘭語：kalakukko），是一种芬兰传统食品，通常制作及流行于萨沃地区。2002年时鱼包登记为欧盟传统特产。
鱼包通常是用黑麦面团做成，里面包有鱼肉或者猪肉。鱼包在烤炉内烤熟，烧烤时间为5至7个小时。

## 汉娜·帕尔塔宁的鱼包店
汉娜·帕尔塔宁（Hanna Partanen，1891-1969）位于北薩沃區库奥皮奥的鱼包店是当时芬兰最著名的鱼包店。著名的客人包括美国和苏联总统，以及芬兰总统乌尔霍·吉科宁。这家鱼包店仍然在库奥皮奥的Kasarmikatu 15号中心位置，用芬兰材料手工烘焙鱼包。该鱼包店目前由汉娜的孙子劳里·帕尔塔宁（Lauri Partanen）经营，根据季节的不同，雇用了10至20名员工。